# Melodia (The Vines)
Melodia è il quarto album di studio del gruppo alternative rock The Vines.

## Formazione

### Musicisti
- Craig Nicholls – voce, chitarra
- Ryan Griffiths – chitarra, cori
- Hamish Rosser – batteria, percussioni
- Brad Heald – basso, cori
- Daphne Chen - violino
- Amy Wickman - violino
- Stirling Trent - violino
- Matt Fish - cello